# Острова Лос-Джарденс
Лос-Хардинес или Лос-Буэнос-Хардинес (по-испански «хорошие сады») — это фантомные острова, предположительно расположенные к северо-востоку от Марианских островов.
Острова, как сообщается, посетили испанские исследователи Альваро де Сааведра Ceron (который назвал их Los Buenos Jardines) в 1528 и Рюи Лопеса де Вильялобоса (который назвал их Los Jardines) в 1542. Снова замечены Джоном Маршаллом в 1788 г., они были якобы частью архипелага Ансон, который включал другие фантомные острова, а также настоящие острова, такие как острова Уэйк и Маркус. В 1973 году Международная гидрографическая организация удалила их со своих карт.